# Nowa Zelandia na Letnich Igrzyskach Olimpijskich 1932
Nową Zelandię na Letnich Igrzyskach Olimpijskich w 1932 roku reprezentowało 21 zawodników (20 mężczyzn i 1 kobieta) w 4 dyscyplinach. Zdobyli oni łącznie jeden medal (srebrny w wioślarstwie), plasując swoją reprezentację na 24. miejscu w klasyfikacji medalowej igrzysk.
Był to czwarty występ Nowej Zelandii na igrzyskach olimpijskich. Chorążym ekipy był wioślarz John MacDonald.

## Medaliści

### Srebrne Medale
- Cyril Stiles i Frederick Thompson – wioślarstwo – dwójka bez sternika

## Wyniki reprezentacji

### Boks

#### Mężczyźni
| Zawodnik      | Konkurencja                   | 1/8 finału               | Ćwierćfinały     | Półfinały        | Finał            | Pozycja |
| Zawodnik      | Konkurencja                   | Przeciwnik Wynik         | Przeciwnik Wynik | Przeciwnik Wynik | Przeciwnik Wynik | Pozycja |
| ------------- | ----------------------------- | ------------------------ | ---------------- | ---------------- | ---------------- | ------- |
| Bob Purdie    | Waga lekka (do 61,24 kg)      | Mario Bianchini Porażka  | NQ               | NQ               | NQ               | 8.- 13. |
| Harold Thomas | Waga półśrednia (do 66,68 kg) | Luciano Fabbroni Porażka | NQ               | NQ               | NQ               | 9.- 16. |
| Bert Lowe     | Waga średnia (−72,57 kg)      | Hans Bernlöhr Porażka    | NQ               | NQ               | NQ               | 9.- 10. |

### Kolarstwo

#### Konkurencje szosowe

##### Mężczyźni
| Zawodnik      | Konkurencja                | Czas      | Pozycja |
| ------------- | -------------------------- | --------- | ------- |
| Ron Foubister | Jazda indywidualna na czas | 2:38:42.4 | 23.     |

### Lekkoatletyka

#### Konkurencje biegowe

##### Mężczyźni
| Zawodnik      | Konkurencja     | Eliminacje | Eliminacje | Ćwierćfinały | Ćwierćfinały | Półfinały | Półfinały | Finał   | Finał   |
| Zawodnik      | Konkurencja     | Czas       | Pozycja    | Czas         | Pozycja      | Czas      | Pozycja   | Czas    | Pozycja |
| ------------- | --------------- | ---------- | ---------- | ------------ | ------------ | --------- | --------- | ------- | ------- |
| Allan Elliot  | Bieg na 100 m   | 10.8       | 2. Q       | 10.9         | 3. Q         | 11.0      | 5.        | NQ      | NQ      |
| Allan Elliot  | Bieg na 200 m   | 22.2       | 2. Q       | 21.8         | 3. Q         | 21.9      | 5.        | NQ      | NQ      |
| Stuart Black  | Bieg na 200 m   | 23.1       | 3. Q       | 22.0         | 5.           | NQ        | NQ        | NQ      | NQ      |
| Stuart Black  | Bieg na 400 m   | 49.9       | 4.         | NQ           | NQ           | NQ        | NQ        | NQ      | NQ      |
| Cyril Evans   | Bieg na 800 m   | 1:56.6     | 4.         | —            | —            | —         | —         | NQ      | NQ      |
| Jack Lovelock | Bieg na 1500 m  | 3:58.0     | 1. Q       | —            | —            | —         | —         | 3:57.8  | 7.      |
| Billy Savidan | Bieg na 5000 m  | 15:08.2    | 5. Q       | —            | —            | —         | —         | 14:49.6 | 4.      |
| Billy Savidan | Bieg na 10000 m | —          | —          | —            | —            | —         | —         | 31:09.0 | 4.      |

##### Kobiety
| Zawodniczka  | Konkurencja   | Eliminacje | Eliminacje | Półfinały | Półfinały | Finał | Finał   |
| Zawodniczka  | Konkurencja   | Czas       | Pozycja    | Czas      | Pozycja   | Czas  | Pozycja |
| ------------ | ------------- | ---------- | ---------- | --------- | --------- | ----- | ------- |
| Thelma Kench | Bieg na 100 m | 12.4       | 3. Q       | Nieznany  | 6.        | NQ    | NQ      |

### Wioślarstwo
| Zawodnicy | Konkurencja           | Półfinały | Półfinały | Baraż o finał | Baraż o finał | Finał  | Finał   |
| Zawodnicy | Konkurencja           | Czas      | Pozycja   | Czas          | Pozycja       | Czas   | Pozycja |
| --- | --------------------- | --------- | --------- | ------------- | ------------- | ------ | ------- |
| Cyril Stiles Frederick Thompson | Dwójki bez sternika   | 7:50.2    | 2.        | 8:11.4        | 2. Q          | 8:02.4 | [ 26 ]  |
| Noel Pope Somers Cox Charley Saunders John Solomon Delmont Gullery                                                                     | Czwórki ze sternikiem | 7:19.6    | 3.        | 7:38.2        | 1. Q          | 7:32.4 | 4.      |
| George Cooke Bert Sandos Cyril Stiles John MacDonald Lawrence Jackson Frederick Thompson Charley Saunders John Solomon Delmont Gullery | Ósemki                | 6:38.2    | 4.        | 6:52.2        | 2.            | NQ     | NQ      |